# بولو في دولة الإمارات العربية المتحدة
تُمارس رياضة البولو في الإمارات.

## نظرة عامة
تحظى لعبة البولو بشعبية كبيرة بين العائلات المالكة والعائلات الإماراتية الأخرى. قام الرئيس الشيخ زايد بن سلطان آل نهيان ببناء نادي غنتوت لسباق الخيل والبولو في عام 1994؛ وكان فيما بعد تحت رعاية ابنه الشيخ فلاح بن زايد آل نهيان. وفي مايو 2013 شاركت الشيخة ميثاء بنت محمد بن راشد آل مكتوم في كأس كارتييه الملكة في نادي جاردز للبولو.
هناك بطولات بولو بين أندية دولة الإمارات العربية المتحدة الأربعة، وقد شاركت فرق الإمارات العربية المتحدة في بطولات البولو في المملكة المتحدة، إسبانيا، والأرجنتين. تتبع أندية البولو في دولة الإمارات العربية المتحدة القواعد التي وضعتها المملكة المتحدة جمعية هيرلينجهام للبولو (HPA).
و تتم التحضيرات لاستضافة كأس العالم للبولو عام 2026 بالإمارات

## موسم البولو الإماراتي
يتم لعب لعبة البولو في دولة الإمارات العربية المتحدة في الفترة من أكتوبر إلى أبريل من كل عام؛ درجات الحرارة مرتفعة جدًا بحيث لا يمكن اللعب بها خلال أشهر الصيف.

## أندية البولو في الإمارات

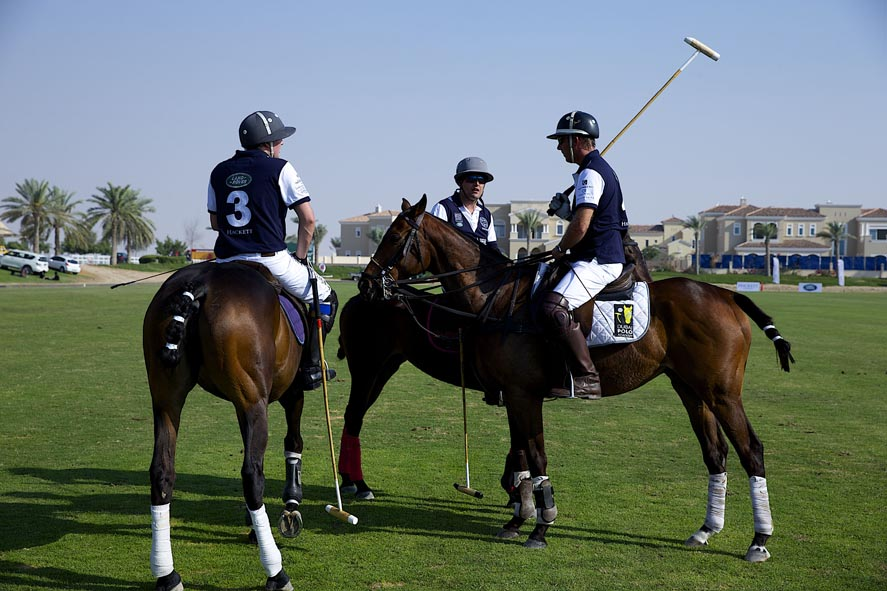
يوم البولو البريطاني في نادي دبي للبولو والفروسية

يوجد في دولة الإمارات العربية المتحدة أربعة أندية بولو نشطة بين مدينتي دبي وأبو ظبي.
يقع مقر ديزرت بالم في دبي منذ عام 1994، الذي يملكه ويديره علي البواردي، يبلغ من العمر عشرين عامًا على بعد دقائق من وسط مدينة دبي. يشتمل على ثلاثة ملاعب بولو وملعب واحد للعصا والكرة. يستضيف النادي كل عام ثلاث بطولات ذات أهداف متوسطة إلى عالية، مثل تحدي كارتييه الدولي دبي للبولو، وكأس الأمم الإماراتية، وكأس صن سيت الدولي للبولو بالإضافة إلى بطولات ذات أهداف منخفضة لأعضائها في لعبة البولو. تعد ديزرت بالم أيضًا موطنًا لفريق فريق دبي للبولو، الراعي علي البواردي، فريق الإمارات للبولو، الراعي الشيخة ميثاء بنت محمد بن راشد آل مكتوم، فريق زيدان للبولو، الراعي عمرو فريد محمد زيدان, فريق أبوظبي للبولو، الراعي فارس اليبهوني وفريق بن دري للبولو، الراعي سعيد بن دري، الذي أنشأ الأب أول نادي بولو في دبي عام 1974.
نادي دبي للبولو والفروسية تملكه وتديره إعمار العقارية ويضم ملعبين للبولو وملعبًا للعصا والكرة. . تحتوي اسطبلاتها على 150 مهور بولو. بطولات البولو الرئيسية ذات الأهداف المتوسطة التي يستضيفها النادي هي كأس لا مارتينا الافتتاحية (8 أهداف) التي يتم لعبها خلال شهر نوفمبر. يعد النادي أيضًا موطنًا لفريق دكتور أ للبولو، وراعيه الدكتور العبار، و30 عضوًا نشطًا في لعبة البولو.
افتتح نادي الحبتور للبولو  أبوابه في أكتوبر 2016. وهو ملاذ للفروسية يضم بعضًا من أفضل المرافق في دولة الإمارات العربية المتحدة. 3 ملاعب بولو بالحجم الكامل، وملعب واحد للعبة البولو بالعصا والكرة، وساحتين لقفز الحواجز والترويض بالحجم الكامل. يضم النادي 520 إسطبلًا و5 مشايات للخيول ومسارين للتمرين. مع منتجع الحبتور للبولو الضخم  (المعروف سابقًا باسم منتجع سانت لويس)، باعتبارها القطعة المركزية و146 فيلا تحيط بالمنتجع ملاعب البولو، يعتبر نادي الحبتور للبولو إضافة رائعة لمجتمع البولو والفروسية في دبي. يقع النادي في دبي لاند، حيث يقع في قلب جميع أنشطة الفروسية وعلى بعد 15 دقيقة فقط من وسط مدينة دبي.
أصبح النادي الآن أيضًا المقر الجديد والدائم لسلسلة كأس دبي الذهبية للبولو، والتي تتكون من 5 بطولات، 3 أهداف عالية و2 أهداف متوسطة إلى منخفضة.
نادي سيف للبولو، الذي يملكه أحمد الغهير، هو نادي خاص مقره في الخوانيج، دبي. كأس البولو.يقع نادي غنتوت لسباق الخيل والبولو على بعد 40 دقيقة من مدينة أبو ظبي، وهو نادي خاص يضم ثمانية ملاعب عشبية ذات معايير دولية. ويستضيف عدة بطولات خلال الموسم مثل البولو الوردي (لدعم سرطان الثدي)، ويوم البولو البريطاني أبو. أبوظبي وكأس رئيس الدولة، بطولة من 15 هدفاً في نهاية كل موسم. يوجد في غنتوت أيضًا منشأة لتربية مهور البولو بالإضافة إلى الخيول العربية الأصيلة.

## أكاديمية دبي للبولو
أكاديمية دبي للبولو، يمتد عمل المدرب ستيف طومسون من سبتمبر إلى مايو من كل عام، ويقع مقرها في نادي دبي للبولو. تأسس نادي الفروسية عام 2005.

## نادي الحبتور للبولو
نادي الحبتور للبولو هو مجتمع متطور للبولو والفروسية مخصص لرياضات الفروسية ويقع في دبي لاند. تلبي أكاديمية البولو ومدرسة ركوب الخيل احتياجات الفرسان الجدد وصولاً إلى الفروسية ذوي الخبرة الذين يجمعون بين الخيول ذات التعليم الجيد وفريق الخبراء من المدربين المحترفين المؤهلين تأهيلاً كاملاً. أسس نادي الحبتور للبولو عام 2016. يحتوي النادي أيضًا على أماكن متعددة تُستخدم لأغراض اجتماعية واقتصادية.